# Мезійський флот
Флавіїв Мезійський флот (лат. Classis Flavia Moesica) — один з провінційних флотів у складі давньоримського флоту часів Римської імперії. Базувався в Новіодуні, охороняв нижню частину й гирло Дунаю й західну акваторію Чорного моря.

## Історія
Було створено десь між 20 роком до н. е. і 10 рок н. е.
Моряки Мезійського флоту під час боротьби за владу підтримали Веспасіана. Останній близько 75 року надав цьому флоту (разом з Паннонійським) почесне ім'я Флавіїв. Близько 85 року імператор Доміціан переніс базу флоту до міста Сексагінта Приста. 101 року під час першої кампанії проти даків імператор Траян повернув базу флота до Новіодуна. Під час Дакійських війн флот забезпечував матеріально-технічну підтримку римських легіонів.
У Малій Скіфії в період пізньої імперії розташовувалися були морські піхотинці (лат. muscularii) легіону II Геркулія, ймовірно виокремленні з частини моряків Мезійського флоту. Коли в 269 році готи великими силами, включаючи велику кількість кораблів, напали на Балканський півострів і Малу Азію. У відповідь Мезійський флот спільно з частиною Равенського атакував їх і розгромив у кількох битвах. 275 року готи знову були розгромлені цими флотами.
Втім в подальшому занепав, оскільки не зміг протидіяти подальшим нападам готів та їх союзників на балканські провінції. У 324 році брав участь у кампанії імператора Ліцинія I проти імператора Костянтина I, зокрема у вирішальній битві при Геллеспонті. 
Покращено Костянтином I для захисту узбережжя Балкан і Дунаю як кордону з готами. Ймовірно в цей час флот фактично розділено на річковий та морський. Річковий далі називався Мезійським, морський — Скіфським (лат. Classis Scythiae). На початку V ст. остаточно реформовано в рамках змін та утворення власного флоту Східної Римської імперії.

## Характеристика
Базувалася в Новіодуні (сучасна територія Румунії або Сербії), окрім періоду панування Доміціана. Стоянками (лат. stationes) були Нови (фортеця біля сучасного міста Свиштов), Ульпія Еске (біля сучасного села Гиген), Томи, Тіра, Харакс, Аліобрикс. За часів пізньої імперії в Флавіані (неподалік від села Кокірлень) мешкали моряки з родинами.
В його обов'язки входило захист Нижнього Дунаю від Залізних воріт на заході до північно-західного Причорномор'я, включно з Кримським півостровом, на сході; й узбережжя Ольвії та гирла Дніпра на півночі до Пропонтиди на півдні. Тому являв собою річковоморський флот. У III ст. допомагав боспорському флоту відбивати напади герулів й готів в басейні Азовського моря.  Основу становили лібурни, з яких збереглися дві назви «Армата» і «Сагіта».
Розмір платні рядових змінювався від 75 денаріїв на рік (за Августа) до 225 (за Каракалли). Префект флоту отримував 60 тис. сестерціїв на рік.

## Управління
На чолі стояв префект флоту. Напочатку 70-х років імператор Веспасіан підвищив префекта флоту зі статусу sexagenarius до ducenarius. Заступником і першим помічником префекта флоту був субпрефект. Далі йшли 2 препозити флоту, які під час великих компаній могли очолювати окреми з'єднання кораблів. Капітани кораблів називалися трієрархами (лат. trierarchus), командувачі «ескадрами» — навархами (лат. nauarchus), старший з яких називався першим навархом (лат. nauarchus princeps) навархом-архікерманичем (лат. nauarchus archigybernes). У III ст. було впроваджено посаду морського трибуна (лат. tribunus classis), який перебрав обов'язки першого наварха.
Екіпаж складався з трієрарха, веслярів (лат. remiges), центурії маніпуларіїв, морського персоналу, відповідального за командування кораблем (лат. classiari). Термін служби зазвичай становив 26 років, з III ст. — 28 років, іноді відомі й більш тривалі терміни служби. Після почесного звільнення (лат. honesta missio) вони отримували компенсацію грошима або шматком орної землі, здобуття римського громадянства і права одружуватися.

### Відомі очільники
| Прізвище               | Каденція |  |
| ---------------------- | -------- |  |
| Марк Аррунцій Клавдіан | 86       |  |
| Секст Октавій Фронтон  | до 92    |  |
| Луцій Валерій          | II ст.   |  |
| Марк Віндій Веріан     | 198—201  |  |